# Mulloidichthys pfluegeri
Mulloidichthys pfluegeri är en fiskart som först beskrevs av Steindachner, 1900.  Mulloidichthys pfluegeri ingår i släktet Mulloidichthys och familjen mullefiskar. Inga underarter finns listade i Catalogue of Life.